# Kamsmosskogens naturreservat
Kamsmosskogens naturreservat är ett naturreservat i Norrtälje kommun i Stockholms län.
Området är naturskyddat sedan 2008 och är 24 hektar stort. Reservatet omfattar en mindre höjd och västligaste delen av Kamsmossen. Reservatet består av gammal barr- och barrblandskog.